# Gilbert Hay (11e comte d'Erroll)
Gilbert Hay, 11e comte d'Erroll (13 juin 1631 - octobre 1674) est un noble écossais.

## Biographie
Il est le fils aîné de William Hay, 10e comte d'Erroll par sa femme, Anne, fille unique de Patrick Lyon (1er comte de Kinghorne). Il accède au comté à l'âge de 5 ans, après la mort de son père en 1636. Son oncle, le comte de Kinghorne est son tuteur.
Le 1er janvier 1651, Erroll participe au couronnement écossais du roi Charles II en tant que Lord High Constable of Scotland. Charles se rend à l'abbaye de Scone avec William Keith (7e comte Marischal) à sa gauche et Erroll à sa droite.
Pour sa participation au couronnement, Erroll est lourdement condamné à une amende. Le gouvernement d'Oliver Cromwell exige 2000 livres sterling en 1654 en vertu de l'Acte de grâce de Cromwell. Erroll fait appel de cette décision, déclarant qu'il n'a combattu dans aucune bataille contre l'Angleterre et qu'une telle amende le mettrait en faillite. Après la restauration, il reçoit une recréation de ses titres en 1666.
Erroll est nommé membre du Conseil privé en 1661.
Le 7 janvier 1658, il épouse Catherine Carnegie, fille de James Carnegie, 2e comte de Southesk, ils n'ont aucun enfant. Après sa mort, la comtesse devient la gouvernante en chef de James Francis, prince de Galles à Saint-Germain-en-Laye.
Il meurt sans enfant et le titre de comte passe à son cousin John Hay (12e comte d'Erroll), arrière-petit-fils d'Andrew Hay (8e comte d'Erroll).